# Crombie (tøjmærke)
 For alternative betydninger, se Crombie. (Se også artikler, som begynder med Crombie)
J&J Crombie Ltd. er en britisk modevirksomhed, der producerer luksustøj og accessories under Crombie-brandet. Crombie er mest berømt for frakker – så meget at ordet "Crombie" bruges af andre virksomheder til at beskrive overfrakker i Crombies berømte trekvartlange stil , selvom virksomheden har brugt juridiske midler til at forhindre, at dens varemærker bliver krænket.